# Indigene Völker Asiens
Die indigenen Völker Asiens setzen sich aus den verschiedenen heterogenen indigenen Gruppen Asiens zusammen. Die Reichweite der indigenen Bevölkerung Asiens erstreckt sich von den verschiedenen Gruppen in Sibirien bis hin zu den Jarawa auf den Andamanen im Indischen Ozean.
Neben Südamerika ist Asien der Kontinent mit der größten Anzahl isolierter Völker. Die meisten Gruppen bilden die Minderheit in ihrem Land, auf Neuguinea hingegen macht die indigene Bevölkerung den größten Teil der Bevölkerung aus.

## Gemeinsamkeiten
(siehe auch: Kulturareale Nördliches und Südliches Asien)
Auch wenn sich die indigenen Völker Asiens kulturell und geographisch unterscheiden, besitzen sie als Gruppe einige Gemeinsamkeiten. Eine klare Abgrenzung nach Kulturarealen bleibt jedoch häufig hypothetisch.
Indigene Menschen sind definitionsgemäß die ersten Bewohner eines Landes. Dies führt häufig zu Missverständnissen und Vorurteilen, da fälschlicherweise oft davon ausgegangen wird, dass die Menschen sich seit dieser Zeit nicht mehr weiterentwickelt haben und deswegen als „primitiv“ und „steinzeitlich“ charakterisiert werden. Die Menschen, die ihrem Land sehr stark verbunden sind, erfahren oft Unverständnis, wenn sie sich nicht der Mainstream-Gesellschaft des Landes anpassen möchten. Sie erfahren häufig Unterdrückung durch multinationale Unternehmen und den Regierungen der Länder.

## Indigene asiatische Völker nach Staaten

### Länderübergreifende indigene Völker Asiens
Die ursprünglichen Einwohner Südostasiens sind vermutlich die sogenannten Negritos. Es wird angenommen, dass sie vor mehr als 60.000 Jahren von Afrika, Australien und Neuguinea in die Region gekommen sind. Sie sprechen auf den Andamanen nicht-klassifizierte Sprachen, auf den Philippinen, in Malaysia und Thailand dagegen solche, die zum Mon-Khmer gehören, und der vermutlich nächsten Einwanderungswelle abstammen. Zum Mon-Khmer gehören auch die Sprachen vieler „Montagnards“ in Vietnam, Laos und Kambodscha. Die „Negritos“ unterscheiden sich äußerlich von der restlichen asiatischen Bevölkerung, da sie kleiner sind und eine dunklere Hautfarbe besitzen. Viele dieser Menschen gehören heute zu den am isoliertesten lebenden Völkern weltweit.
Die Bergvölker Thailands sind dagegen zum größten Teil seit der zweiten Hälfte des 19. Jahrhunderts aus dem Norden eingewandert. Die Champa wurden ebenfalls erst nach der Eroberung durch die Vietnamesen zerstreut.
An den Küsten der Andamanensee und der vorgelagerten Inseln leben in Myanmar, Thailand und Malaysia mehrere eng verwandte Völker von Seenomaden, das größte ist jenes der Moken.

### Indigene Völker Japans
Die Ainu sind die indigenen Menschen in Nord-Japan. Diese wurden allerdings schon früh immer weiter nach Norden auf die Insel Hokkaidō abgedrängt und stellen heute etwa 20.000 bis 50.000 Menschen.
Teilweise werden auch die zwei Millionen umfassenden Ryūkyū-Völker der Ryūkyū-Inseln im Süden Japans als indigen angesehen. Im Gegensatz zu den Ainu werden sie jedoch nicht von der Regierung als indigen anerkannt.
Beide sind mit dem Yamato-Volk (Japaner) verwandt, das von den im 1. Jahrtausend vor Christus eingewanderten Yayoi-Menschen abstammt, die sich mit den prähistorischen indigenen Jōmon-Menschen vermischten, von denen wiederum auch größtenteils die Ainu sowie die Ryūkyū-Völker abstammen.

### Indigene Völker der Republik China
→Hauptartikel: Indigene Völker Taiwans
Auf den zur Republik China gehörenden Inseln Taiwan und Lan Yu lebt eine etwa 300.000 Menschen starke Minderheit austronesischer Völker. Vor der Einwanderung der Han-Chinesen stellten sie die Bevölkerung beider Inseln.

### Indigene Völker der Volksrepublik China
In der Volksrepublik China leben zahlreiche ethnische Minderheiten, von denen die Mehrzahl als „indigen“ bezeichnet werden kann, einige aber auch nicht der Definition entsprechen. Einige Ethnien, wie die Zhuang mit 16 Millionen Angehörigen, sind in keiner Weise marginalisiert. Andere, wie die Uiguren sind selbst nicht die ursprüngliche Bevölkerung in ihrem Siedlungsraum oder verfügen noch immer über Gebiete, in denen sie die Bevölkerungsmehrheit bilden. Weitere sind kulturell nahezu assimiliert, wie die Mandschu. Letztlich muss man einschränken, dass die Han-Chinesen, zu denen sich die Bevölkerungsmehrheit zurechnet, selbst in den meisten Regionen keine in der jüngeren Geschichte eingewanderte Ethnie sind, sondern selbst zu den angestammten Ethnien zu rechnen ist. Andere Regionen, wie Tibet, gehören schon seit langem zur chinesischen Einflusssphäre.
Die Lage der indigenen Völker in China ist durch eine gewisse Dominanz der Han-Chinesen, die ja auch ein indigenes Volk Chinas sind und über 91 % der Gesamtbevölkerung stellen, geprägt. Insbesondere die Siedlungsgebiete der Uiguren und der Tibeter werden seit Jahrhunderten zunehmend von Han-Chinesen besiedelt. Durch das starke Bevölkerungswachstum in den 1960er und 1970er Jahren stieg dieser Siedlungsdruck und konnte von der Regierung Chinas zum Teil nur mit Mühe kontrolliert und kanalisiert werden. Durch die Zuwanderung von Han-Chinesen werden ethnische Minderheiten zunehmend auch in ihren eigenen Siedlungsgebieten zur Bevölkerungsminderheit. Allerdings sind grundsätzlich alle ethnischen Minderheiten Chinas von der Ein-Kind-Politik ausgenommen und dürfen mindestens zwei Kinder je Ehepaar bekommen. Diese Einschränkung gilt allerdings absolut auch nur für die Städte und dichtbesiedelte Gebiete. In dünnbesiedelten Gebieten (Grasland, Hochgebirge usw.) dürfen zum Teil drei oder auch mehr Kinder geboren werden. Besonders kleine ethnische Gruppen dürfen sogar noch mehr Kinder bekommen, teilweise wird eine höhere Kinderzahl sogar durch „Kindergeld“ gefördert (etwa bei den Rentier-Ewenken Chinas). Daraus resultiert, dass fast alle ethnischen Minderheiten Chinas (auch Tibeter und Uiguren) ein deutlich höheres Bevölkerungswachstum verzeichnen als die Han-Chinesen.

### Indigene Völker Südasiens
Die oft noch in traditionellen Kleingesellschaften lebenden Völker Indiens werden mit dem Sammelbegriff Adivasi bezeichnet (in Indien selbst gewöhnlich als: „tribals“), der allerdings nicht zwingend eine gemeinsame ethnische Herkunft bezeichnet. Man schätzt die Zahl der Adivasi-Stämme auf mehr als 600. Im indischen Kastensystem stehen sie am untersten Ende, oder fallen gar aus dem Kastensystem heraus, was auch heute noch zu sozialer Benachteiligung führt, trotz fortschrittlicher Rechte auf dem Papier der indischen Verfassung. Die Adivasi haben zum Teil noch ihre traditionellen Religionen, die jedoch mehr oder weniger synkretistisch vom Hinduismus beeinflusst sind. Viele sind Hinduisten, einige Christen.

#### Völker der Andamanen
Die Andamanen sind eine Inselgruppe im Indischen Ozean und befinden sich 700 km östlich von Indien. Sie umfassen ca. 500 einzelne Inseln, von denen nur 27 bewohnt sind. Die Inseln sind die Heimat von vier indigenen Völkern:
- Große Andamanesen
- Onge
- Jarawa
- Sentinelesen

Die Jarawa und die Sentinelesen sind noch relativ unkontaktiert. Alle vier Völker sind Jäger und Sammler, die auf eine lange Geschichte von Gewalt und Ausbeutung zurückblicken. Von den ursprünglich 8000 Menschen leben heute noch 400 bis 800.
Die großen Andamanesen zählen heute noch um die 50 Menschen. Als sie vor 150 Jahren kontaktiert wurden, waren es noch über 5000, die durch die Besiedlung ihres Lebensraums durch die Briten dezimiert wurden. Ursprünglich umfassten die großen Andamanesen zehn Völker.
Die Onge beschreiben sich selbst als die „Perfekten Menschen“ und sind eine Gruppe von ca. 100 Menschen. Auch sie hatten unter der Kolonialisierung zu leiden.
Die Jarawa, was so viel bedeutet wie „Fremde“ oder „die anderen Menschen“, leben freiwillig isoliert von der Außenwelt. Durch ihre feindselige Art war es ihnen lange möglich, Kontakt zu vermeiden. 1998 jedoch traten sie von sich aus unbewaffnet in Kontakt mit einigen Siedlern, was ihnen zum Verhängnis werden könnte, da die anderen Völker der Andamanen ebenfalls infolge friedlichen Kontakts große Teile ihres Landes verloren haben.
Die Sentinelesen werden heute als das isolierteste Volk definiert. Sie leben abgeschieden auf der Nord Sentinel Insel und greifen jeden an, der sich der Insel nähert. Durch diese feindselige Einstellung Außenstehenden gegenüber konnten sich die Menschen gegen eingeführte Krankheiten und Besiedlungen schützen, sodass sie heute im Vergleich zu den anderen Völkern der Andamanen besser gestellt sind.

#### Die Dongria Kondh
Die Dongria Kondh leben im indischen Bundesstaat Orissa und zählen 8000 Mitglieder. Der Berg Niyam Dongar ist der Sitz ihres Gottes Niyam Raja und die wichtigste religiöse Stätte des Volks. Die Region um den Berg ist jedoch gefährdet, da das britische Bergbauunternehmen Vedanta dort das Aluminiumerz Bauxit abbauen will, was die Lebensgrundlage der Dongria Kondh gefährdet. Gemeinsam mit internationalen Organisationen kämpfen die Menschen gegen das Projekt.

#### Weitere wichtige Völker Südasiens
- Bhil (West- und Zentralindien)
- Bhuiyan (Odisha)
- Birhor (Odisha)
- Bodo (Assam)
- Chenchu (Andhra Pradesh)
- Dafla (Arunachal Pradesh)
- Gadaba (Andhra Pradesh, Odisha)
- Garo (Meghalaya)
- Gond (Zentralindien)
- Ho (Jharkhand)
- Khasi (Meghalaya)
- Kol (Maharashtra)
- Konda Dora (Andhra Pradesh)
- Lamani (Andhra Pradesh)
- Mina (Rajasthan)
- Mizo (Mizoram)
- Munda (Bihar)
- Naga (Nagaland)
- Naikda oder Nayaka
- Nikobaresen (Nikobaren)
- Oraon (Ostindien)
- Rabari (Gujarat)
- Rona (Andhra Pradesh, Odisha)
- Santal (Jharkhand, Bihar, Westbengalen)
- Saora (Odisha)
- Toda (Tamil Nadu)
- Veddas (Sri Lanka)

### Indigene Völker auf Borneo - Dayak
Die indigene Bevölkerung der Insel Borneo wird unter dem Sammelbegriff Dayak zusammengefasst. Die Dayak sind keine einheitliche Gruppe, sondern setzen sich aus hunderten indigenen Gruppen zusammen, von denen die meisten eine eigene Sprache sprechen und sich in Lebensweise, Kultur und Zahl teilweise stark voneinander unterscheiden. So gibt es Völker, die nur aus wenigen hundert Angehörigen bestehen und bis in heutige Zeit eine nomadische Lebensweise führen und Jäger und Sammler sind, während andere Dayakgruppen mehrere hunderttausend Mitglieder stark sind und umfassenden Anschluss an moderne Technologie und Bildung erlangt haben. Insgesamt umfassen die Dayak bis zu 200.000 Mitglieder in indigenen Gruppen und zwei Millionen in Städten. Die größte Gruppe der Dayak sind die Iban. Die Dayak besiedeln die gesamte Insel Borneo und verteilen sich daher auf das Staatsgebiet von Brunei, Indonesien und Malaysia.
Die indigenen Menschen Sarawaks leben größtenteils in Langhäusern und bauen Reis an.

#### Die Penan
Die Penan sind heute das letzte nomadische Volk Borneos, obwohl viele von ihnen heute sesshaft sind. Die nomadischen Penan sind ausschließlich Jäger und Sammler, während der Rest größtenteils Reis und Sago anbaut. Die Regierung Sarawaks erkennt die Landrechte der Penan bis heute nicht an. Seit den 1970er Jahren unterstützt sie groß angelegte kommerzielle Abholzungen in ganz Sarawak, auch auf dem Land der Penan, die durch den Verlust des Waldes ihre Lebensgrundlage verlieren würden. Auch der Bau von Dämmen, durch die Teile des Lebensraums der Penan und anderen indigenen Völkern überflutet würden, stellt eine Gefahr für die Menschen dar.

#### Weitere Untergruppen der Dayak
- Bidayuh
- Iban
- Kayan
- Kelabit
- Kenyah
- Lun Bawang
- Ngaju
- Punan

### Indigene Völker Indonesiens (ohne Borneo)
In Indonesien lebt eine unbekannte, aber große (dreistellige) Zahl von Völkern. Sie werden vom indonesischen Staat assimiliert, häufig in andere Gebiete zwangsumgesiedelt und außerdem in ihrer Heimat durch aus Java umgesiedelte Menschen an den Rand gedrängt. Zum Teil wehren sich diese Völker, was zu blutigen Kämpfen führt; am bekanntesten ist dabei der Konflikt in Aceh im äußersten Norden Sumatras. Viele dieser Völker haben keine Überlebenschance mehr. Sie sterben aus und ihre Sprachen verschwinden. Bekannt, weil in der Nähe einer Touristenroute lebend, sind die Karo Batak in der Mitte Sumatras. Verhältnismäßig kaum erschlossen sind noch heute die Stammesgebiete der Korowai. Dies trifft in Teilen auch auf die in unmittelbarer Nachbarschaft lebenden Asmat zu.

#### Indigene Völker West Papuas
Westneuguinea ist die westliche indonesische Hälfte der Insel von Neuguinea, der zweitgrößten Insel weltweit. Obwohl nur 0,01 % der Bevölkerung dort leben, werden hier 15 % aller Sprachen von 2,2 Millionen Menschen gesprochen.
Auf der Insel leben 312 indigene Völker, viele davon unkontaktiert. Die Papua unterscheiden sich ethnisch von den Indonesiern, die das Land beherrschen.
Seit 1963 gehört West-Papua zu Indonesien. Die indigenen Völker haben sehr darunter zu leiden, da besonders der Abbau natürlicher Ressourcen dafür verantwortlich ist, dass sie um ihr Land fürchten müssen. In der Geschichte des Landes sind häufige Menschenrechtsverletzungen, insbesondere Rassismus, zu finden.

### Indigene Völker auf den Philippinen
Etwa 6 Millionen Menschen auf den Philippinen gehören zur Gruppe der indigenen Völker, von denen es etwa 30 gibt.

#### Die Batak
Die Batak sind ein indigenes Volk von ungefähr 300 Mitgliedern und leben in den Wäldern im Norden Palawans im westlichen Teil der Philippinen. Sie sind Jäger und Sammler und leben darüber hinaus vom Fischfang und dem Anbau von Reis, Hackfrüchten und Gemüse.
Eine Theorie besagt, dass die Batak Nachfahren der ersten Menschen auf den Philippinen sind, die vor geschätzten 50.000 Jahren auf die Insel eingewandert sind.
Ihre Anzahl hat sich im Laufe des letzten Jahrhunderts halbiert.
Heute ist der Fortbestand der Menschen durch Landraub, Krankheiten und Entforstung ihres Lebensraums bedroht.

#### Die Palawan
Die Palawan leben im Süden der Palawan Inseln in den Philippinen und zählen etwa 40.000 Mitglieder. Einige von ihnen leben sehr isoliert und haben nur wenig Kontakt zur Außenwelt.
Die Palawan betreiben Wanderfeldbau. Dazu roden sie kleine Flächen des Regenwaldes und bauen Nahrungsmittel an. Nach einiger Zeit ziehen sie weiter, sodass sich der Wald regenerieren kann. Einige Gemeinschaften führen alle sieben Jahre eine Zeremonie durch, in der sie „die Welt reinigen“ und ihr kosmisches Gleichgewicht wiederherstellen.
Der Lebensraum der Palawan ist durch den Bau einer neuen Straße im Jahr 2000 bedroht. Auch geplante Bergbauprojekte stellen ein großes Risiko für das Leben der Menschen dar, da Wälder abgeholzt würden und die gesamte Natur darunter zu leiden hätte, die besonders wichtige religiöse Stätten der Palawan beherbergt.

#### Weitere Völker auf den Philippinen
- Aeta
- Bilaan
- Ibaloi
- Ifugao
- Igorot
- Kalinga
- Subanen
- Tagbanuwa
- Tao-Buhid
- Manobo
- T’Boli
- Tiruray

### Indigene Völker in Sibirien
Sibirien beheimatet mehr als 200.000 Menschen in über 30 indigenen Gruppen. Ihre Sprachen gehören verschiedenen Familien an, keine davon ist mit der russischen Sprache verwandt. Der Lebensraum der indigenen Menschen umfasst 58 % Russlands. Einige der Völker sind nomadische Rentierhirten in der Tundra, andere leben in der Taiga von der Rentierzucht und vom Jagen und Sammeln. Heute leben nur noch zehn Prozent der Urbevölkerung Sibiriens auf nomadische oder halb-nomadische Weise.
Durch die sowjetische Regierung in den 1930er und 1940er Jahren verloren die Menschen einen großen Teil ihres Landes, der für staatliche Unternehmen genutzt wurde, wodurch die Regionen besiedelt wurden. In den folgenden Jahrzehnten wurden die indigenen Völker unterdrückt und durch staatliche Maßnahmen an die russische Gesellschaft angepasst. So wurden Kinder in Schulen geschickt, die nicht ihre Muttersprache unterrichteten. Das führte dazu, dass sich die verschiedenen Generationen heute nicht mehr verständigen können.
Ein großes Problem stellt heute die Umweltzerstörung durch Öl-, Gas- und Holzfirmen in den Gebieten der Menschen dar. Darüber hinaus existiert ein Mangel an Klarheit, was ihre Landesrechte betrifft.

#### Die Chanten
Die Chanten sind ein Volk von Rentierzüchtern aus dem Westen Sibiriens. Wie die meisten Hirtenvölker ihrer Region sind auch die Chanten Halbnomaden. In ihrer Heimat, der sibirischen Taiga, können die Temperaturen bis auf −50 Grad Celsius sinken und Nutzpflanzen wachsen nur schlecht. Sie jagen und fischen und sammeln Beeren. Für zusätzliche Nahrungsmittel verkaufen die Chanten Rentiere und Tierfelle.
Wie die restlichen indigenen Völker in Sibirien sind die Chanten auch von der Assimilation der russischen Regierung und der Umweltproblematik betroffen.

#### Völker mit eigenen Teilrepubliken innerhalb Russlands
- Chakassen
- Jakuten
- Burjaten
- Altaier
- Tuwiner